# Maximilian Arland

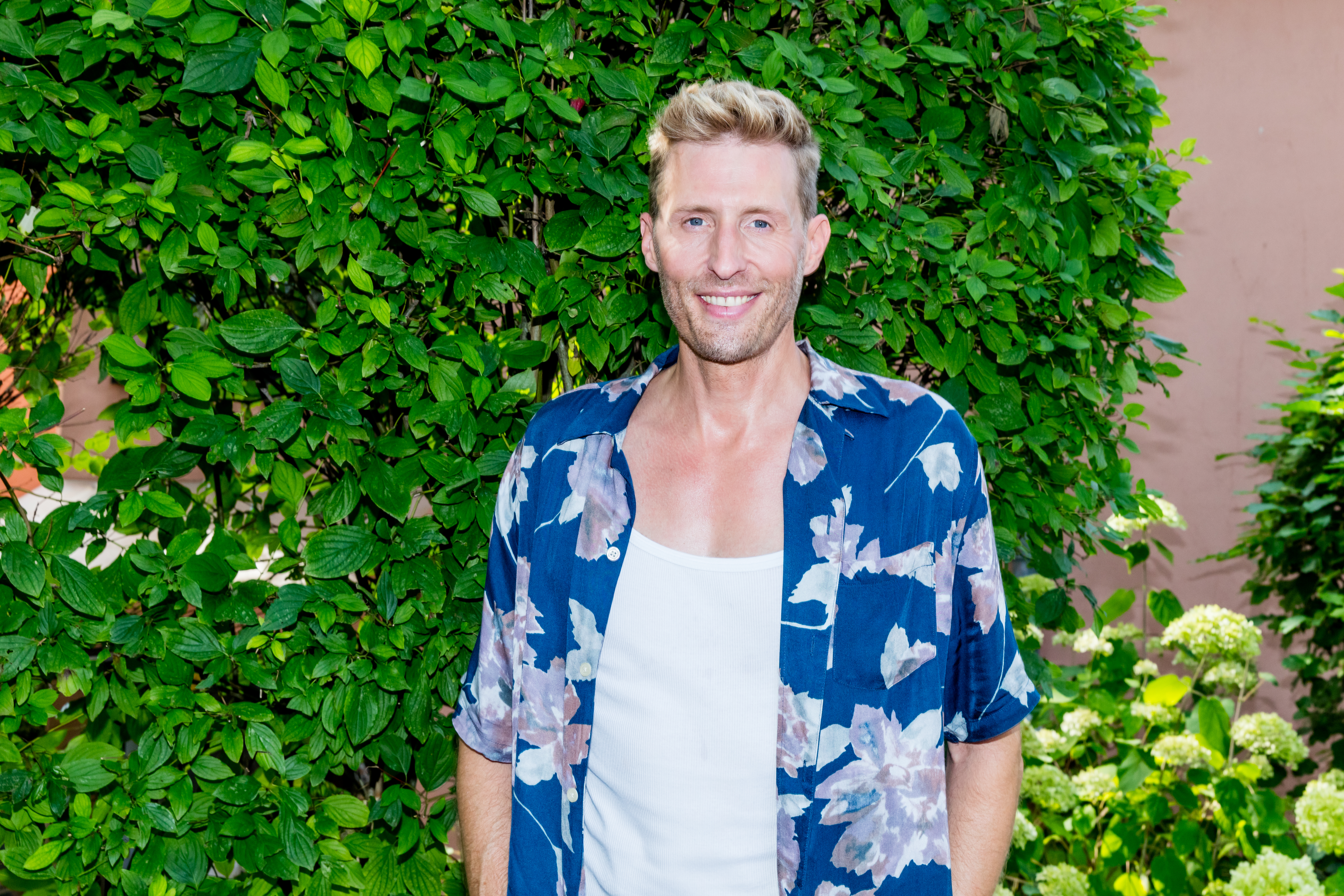
Maximilian Arland (2024)

Maximilian „Maxi“ Arland (bürgerlich Maximilian Mühlbauer, * 26. März 1981 in Neuenbürg, Enzkreis) ist ein deutscher Fernsehmoderator und Sänger.

## Leben
Maximilian Arland ist der Sohn des Klarinettisten und Komponisten Henry Arland und Enkel des Komponisten Rolf Arland. 1993 trat er als Zwölfjähriger zusammen mit seinem Bruder Hansi und seinem Vater als Instrumental-Trio in der Volkstümlichen Hitparade auf, wo sie den ersten Platz belegten. Danach waren sie über Jahre Gäste in verschiedenen Fernsehshows.
1994 gewannen sie den internationalen Grand Prix der Volksmusik mit dem Titel Echo der Berge. Als Solist belegte Arland 2002 den ersten Platz in der deutschen Vorentscheidung mit dem Titel Ich hör Chopin. Insgesamt nahm er fünf Mal an dem Wettbewerb teil und konnte sich jedes Mal für das internationale Finale qualifizieren. Von 1999 bis 2006 war Arland als Moderator und Redakteur beim deutschlandweiten Radiosender Radio Melodie tätig, bei dem er auch ein Volontariat absolvierte.
Von 2004 bis 2011 präsentierte Arland seine eigene Samstagabend-Unterhaltungsshow Musikantendampfer in der ARD. Er moderiert zahlreiche Fernsehsendungen im Mitteldeutschen Rundfunk, Rundfunk Berlin-Brandenburg und im Bayerischen Rundfunk und bisher auch drei Mal die Operetten-Gala im Rahmen der Elblandfestspiele Wittenberge.

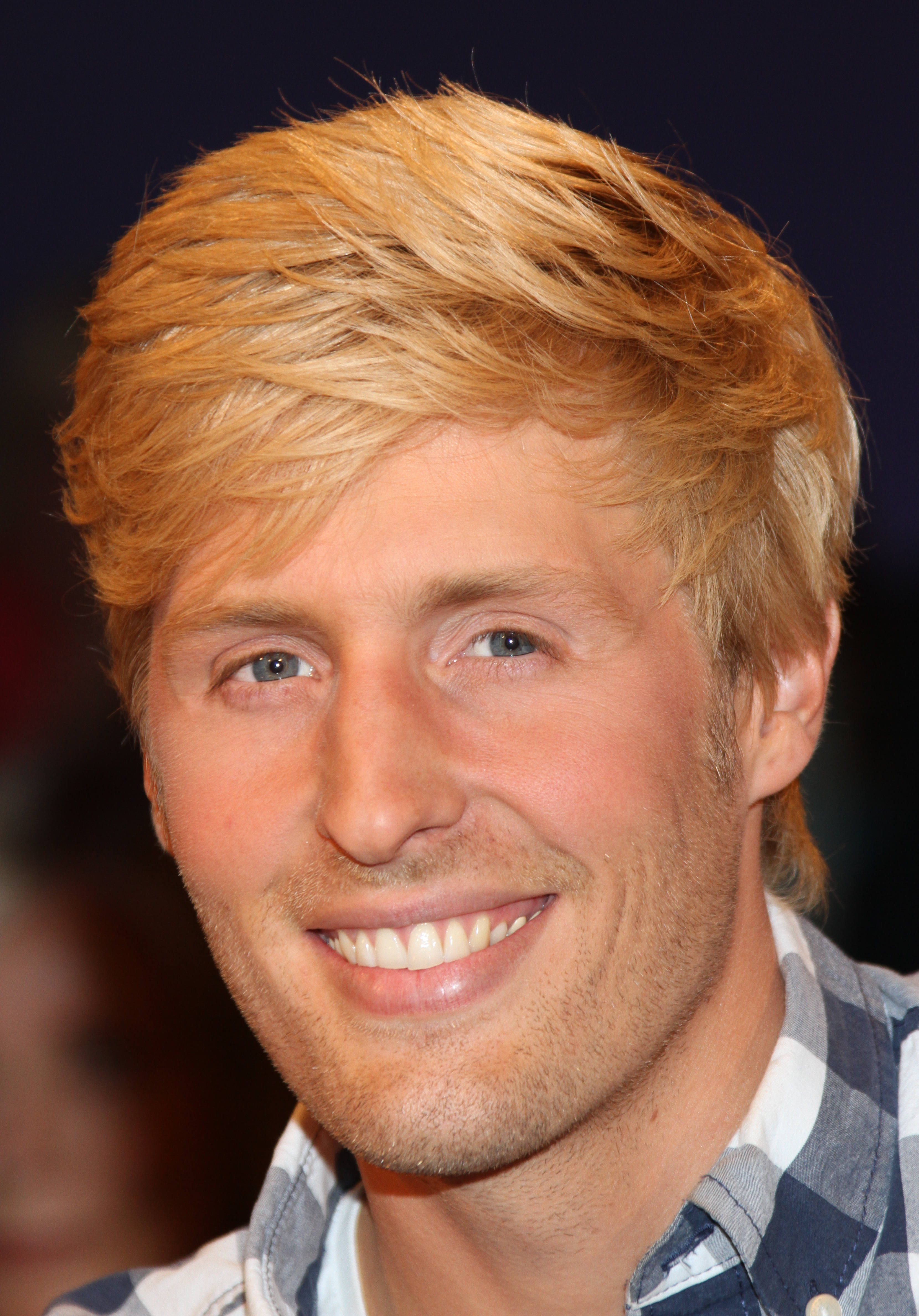
In jungen Jahren

Ab 2006 begleitete Arland an Silvester den Jahreswechsel in der ARD live vom Brandenburger Tor. 2009 beauftragte ihn die ARD mit der Moderation der Samstagabend-Sendung Melodien der Herzen. 2012 und 2013 präsentierte Arland die ARD auf der Internationalen Funkausstellung Berlin mit einem von ihm moderierten Bühnenprogramm. In Nachfolge von Britt Hagedorn moderierte er die dritte Staffel der Kuppelshow Schwer Verliebt auf SAT1. Außerdem trat er in der 10. Staffel von Let’s Dance an der Seite der Profitänzerinnen Isabel Edvardsson (Show 1–4) und Sarah Latton (seit Show 5) an. Anfang 2017 änderte er seinen Künstlernamen „Maxi Arland“ in „Maximilian Arland“. Ab 2012 präsentierte er seine eigene Sendung Musik auf dem Lande im MDR. Als Sänger und Moderator geht Maximilian Arland jedes Jahr auf Tourneen durch Deutschland und gibt Solokonzerte und Open Airs (u. a. Elblandfestspiele Wittenberge).
Arland war von 2009 bis 2017 mit Anrea verheiratet und lebt heute in Berlin. Bei der Bundestagswahl 2025 unterstützte er öffentlich die CDU.

## Soziales Engagement
Maximilian Arland engagiert sich als Botschafter für den Verein Wege aus der Einsamkeit.

## Diskografie CDs
- 2002: Je t’aime – I love you – Ich liebe Dich
- 2004: Träumen ist doch keine Sünde
- 2006: Zwischen Himmel und Liebe
- 2007: Danke Roy
- 2009: Sag ja zu mir
- 2009: Weihnachten mit Maxi Arland
- 2010: Aus Liebe
- 2012: Magische Momente
- 2015: Ein genialer Tag
- 2016: Mein Weihnachten
- 2017: Liebe in Sicht
- 2019: 25 Jahre Maximilian Arland & Freunde
- 2023: Maximilian Arland singt Roy Black

## Lieder
- 2002: Ich hör Chopin
- 2004: Träumen ist doch keine Sünde
- 2009: Sag ja zu mir
- 2009: Das fängt ja gut an
- 2010: Aus Liebe
- 2013: Du bist mir nah
- 2014: Ein Tag ohne dich
- 2016: Liebe in Sicht
- 2018: Verliebt in Berlin
- 2022: Es liegt noch Schnee in Amsterdam
- 2023: Zeit sich zu verlieben
- 2023: Wahnsinn